# DVR-MS
DVR-MS (Microsoft Digital Video Recording) est un format propriétaire de fichiers vidéo et audio, développé par Microsoft. La vidéo est encodée selon le standard MPEG-2, tandis que l'audio utilise MPEG-1 Layer II. Ce format étend ces standards par l'addition de méta-données concernant le contenu et la gestion numérique des droits. Cette extension a été utilisée à l'origine par Zach Johnson(ZMan), qui faisait du développement pour le moteur d'enregistrement télé de Microsoft Windows XP Média Center Edition.

## Description
La fonction d'enregistreur vidéo numérique de Microsoft Windows XP Media Center Edition produit des fichiers dans ce format. Si une émission enregistrée est marquée en tant que copie protégée, le fichier DVR-MS produit ne pourra être lu que sur la machine où il a été enregistré. Les fichiers DVR-MS non marqués de cette manière pourront être lus sur tout ordinateur équipé de :
- Windows XP Media Center Edition (modulo les correctifs idoines)
- Windows XP with Service Pack 1, Windows Media Player 9 avec le correctif Microsoft hotfix 810243
- Windows XP with Service Pack 1, un autre lecteur compatible DirectShow avec le correctif Microsoft hotfix 810243
- Windows XP with Service Pack 1, Windows Media Player 10
- Windows Vista

Il est possible de convertir les fichiers DVR-MS avec Windows 7, en pointant la souris sur le fichier .WTV puis clique gauche de la souris ouvre une fenêtre puis aller sur Convertir au format .dvr-ms, à partir de cette conversion, il est possible de lire sur tout support de plus des logiciels de conversion son disponible.
Mais impossible avec OS ou des logiciels anciens tels que Windows Movie Maker pour XP, ces fichiers peuvent être gravés sur DVD à l'aide de Windows Movie Maker pour Microsoft Windows Vista ou Sonic MyDVD, ce dernier pouvant aussi supprimer les pauses publicitaires. Ces gravures ne sont toutefois possible que si la taille du film est compatible avec la capacité du DVD, ce qui est rarement le cas pour un film d'1 h 30. On peut désormais trouver certains gratuiciels développés par de tierces parties, comme The Green Button, capables de convertir ces fichiers. Quoi qu'il en soit, ces programmes sont encore basiques et connaissent de nombreux écueils. Microsoft's Developer Network (MSDN) propose un article avec un exemple de code et des exécutables montrant comment utiliser les fichiers DVR-MS et les convertir au format WMV. 
MediaPortal utilise également ce format et est livré avec le greffon My Burner lui permettant de convertir automatiquement les fichiers DVR-MS au format MPEG-2.
Certains transcodeurs universels tels que VisualHub (Mac) ou Super 2006 (Windows) sont capables de convertir les fichiers DVR-MS en d'autres formats. L'utilisation de FFmpeg avec les réglages DirectShow et un décodeur compatible MPEG-2 comme PureVideo Decoder de NVIDIA rend aussi possible le passage du format DVR-MS à d'autres formats.
De même, Orb utilise le format DVR-MS pour enregistrer et diffuser des flux audio et vidéo via son interface web.
Les fichiers au format DVR-MS produits par les versions de Microsoft Windows allant jusqu'à la version Vista correspondent à des fichiers ASF contenant plusieurs flux de type MPEG-2 et données. Ces fichiers sont générés par le Stream Buffer Engine(SBE.dll), un composant DirectShow créé par Matthijs Gates pour Microsoft Windows XP et Microsoft Windows Vista.